# Tanzsportweltmeisterschaft (Lateinformation)

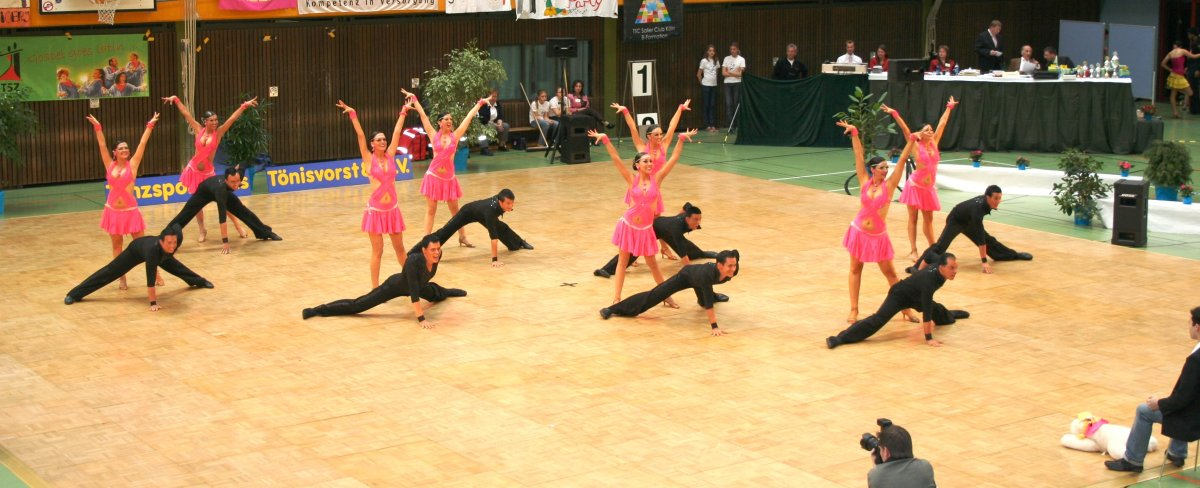
Lateinformation des Aachener TSC Blau-Silber, 2007

Tanzsportweltmeisterschaften der World DanceSport Federation (WDSF) in Lateinformation werden seit 1973 durchgeführt. Die TSG Bremerhaven konnte seitdem 14 Titel für sich gewinnen, gefolgt vom GGC Bremen, welcher 13 mal siegen konnte.

## Welt- und Vizeweltmeister (1973–2010)
| Jahr | Austragungsort                                  | Weltmeister                                     | Weltmeister                                     | Vizeweltmeister                                 | Vizeweltmeister                                 |
| Jahr | Austragungsort                                  | Land                                            | Team                                            | Land                                            | Team                                            |
| ---- | ----------------------------------------------- | ----------------------------------------------- | ----------------------------------------------- | ----------------------------------------------- | ----------------------------------------------- |
| 1973 |                                                 | Deutschland                                     | TD Rot-Weiß Düsseldorf                          | Deutschland                                     | TTC Harburg                                     |
| 1974 | Düsseldorf                                      | Deutschland                                     | TD Rot-Weiß Düsseldorf                          | Deutschland                                     | TTC Harburg                                     |
| 1975 | 1975 fand keine Weltmeisterschaft Latein statt. | 1975 fand keine Weltmeisterschaft Latein statt. | 1975 fand keine Weltmeisterschaft Latein statt. | 1975 fand keine Weltmeisterschaft Latein statt. | 1975 fand keine Weltmeisterschaft Latein statt. |
| 1976 | 1976 fand keine Weltmeisterschaft Latein statt. | 1976 fand keine Weltmeisterschaft Latein statt. | 1976 fand keine Weltmeisterschaft Latein statt. | 1976 fand keine Weltmeisterschaft Latein statt. | 1976 fand keine Weltmeisterschaft Latein statt. |
| 1977 |                                                 | Deutschland                                     | TSG Bremerhaven                                 | Deutschland                                     | TD Rot-Weiß Düsseldorf                          |
| 1978 | 1978 fand keine Weltmeisterschaft Latein statt. | 1978 fand keine Weltmeisterschaft Latein statt. | 1978 fand keine Weltmeisterschaft Latein statt. | 1978 fand keine Weltmeisterschaft Latein statt. | 1978 fand keine Weltmeisterschaft Latein statt. |
| 1979 |                                                 | Deutschland                                     | TSG Bremerhaven                                 | Deutschland                                     | TD Rot-Weiß Düsseldorf                          |
| 1980 |                                                 | Deutschland                                     | TSG Bremerhaven                                 | Deutschland                                     | TD Rot-Weiß Düsseldorf                          |
| 1981 |                                                 | Deutschland                                     | TSG Bremerhaven                                 | Deutschland                                     | TSC Kongress Gelsenkirchen                      |
| 1982 |                                                 | Deutschland                                     | TSC Kongress Gelsenkirchen                      | Deutschland                                     | TSG Bremerhaven                                 |
| 1983 |                                                 | Deutschland                                     | TSG Bremerhaven                                 | Deutschland                                     | TSC Kongress Gelsenkirchen                      |
| 1984 |                                                 | Deutschland                                     | TSG Bremerhaven                                 | Deutschland                                     | TSZ Velbert                                     |
| 1985 | Berlin                                          | Deutschland                                     | TSG Bremerhaven                                 | Deutschland                                     | TSZ Velbert                                     |
| 1986 | Bremen                                          | Deutschland                                     | TSZ Velbert                                     | Deutschland                                     | TSG Bremerhaven                                 |
| 1987 | Oslo                                            | Deutschland                                     | TSG Bremerhaven                                 | Deutschland                                     | TSZ Velbert                                     |
| 1988 | Dortmund                                        | Deutschland                                     | TSZ Velbert                                     | Deutschland                                     | TSG Bremerhaven                                 |
| 1989 | Stuttgart                                       | Deutschland                                     | TSZ Velbert                                     | Deutschland                                     | TSG Bremerhaven                                 |
| 1990 | München                                         | Deutschland                                     | TSZ Velbert                                     | Deutschland                                     | TSG Bremerhaven                                 |
| 1991 | Essen                                           | Deutschland                                     | TSG Bremerhaven                                 | Deutschland                                     | TSC Schwarz-Gelb Aachen                         |
| 1992 | Wien                                            | Deutschland                                     | TSC Schwarz-Gelb Aachen                         | Deutschland                                     | TSG Bremerhaven                                 |
| 1993 | Stavanger                                       | Deutschland                                     | TD TSC Düsseldorf Rot-Weiß                      | Norwegen                                        | Oslo Latin Team                                 |
| 1994 | Bremen                                          | Deutschland                                     | TSG Bremerhaven                                 | Deutschland                                     | TD TSC Düsseldorf Rot-Weiß                      |
| 1995 | Berlin                                          | Deutschland                                     | TSG Bremerhaven                                 | Deutschland                                     | TSC Schwarz-Gelb Aachen                         |
| 1996 | Vilnius                                         | Deutschland                                     | TSC Schwarz-Gelb Aachen                         | Litauen                                         | Klaipėda University Team Žuvėdra                |
| 1997 | München                                         | Deutschland                                     | TSC Schwarz-Gelb Aachen                         | Deutschland                                     | TSG Bremerhaven                                 |
| 1998 | Göteborg                                        | Deutschland                                     | TSC Schwarz-Gelb Aachen                         | Deutschland                                     | TD TSC Düsseldorf Rot-Weiß                      |
| 1999 | Vilnius                                         | Litauen                                         | Klaipėda University Team Žuvėdra                | Deutschland                                     | TSG Bremerhaven                                 |
| 2000 | Wels                                            | Deutschland                                     | TSG Bremerhaven                                 | Litauen                                         | Klaipėda University Team Žuvėdra                |
| 2001 | Bremerhaven                                     | Deutschland                                     | TSG Bremerhaven                                 | Litauen                                         | Klaipėda University Team Žuvėdra                |
| 2002 | Vilnius                                         | Litauen                                         | Klaipėda University Team Žuvėdra                | Deutschland                                     | TD TSC Düsseldorf Rot-Weiß                      |
| 2003 | Essen                                           | Litauen                                         | Klaipėda University Team Žuvėdra                | Deutschland                                     | TSZ Aachen                                      |
| 2004 | Minsk                                           | Litauen                                         | Klaipėda University Team Žuvėdra                | Deutschland                                     | Grün-Gold-Club Bremen                           |
| 2005 | München                                         | Litauen                                         | Klaipėda University Team Žuvėdra                | Deutschland                                     | Grün-Gold-Club Bremen                           |
| 2006 | Bremen                                          | Deutschland                                     | Grün-Gold-Club Bremen                           | Litauen                                         | Klaipėda University Team Žuvėdra                |
| 2007 | Bremerhaven                                     | Deutschland / Deutschland                       | TSG Bremerhaven / Grün-Gold-Club Bremen (a)     | Litauen                                         | Klaipėda University Team Žuvėdra                |
| 2008 | Wiener Neustadt                                 | Litauen                                         | Klaipėda University Team Žuvėdra                | Deutschland                                     | Grün-Gold-Club Bremen                           |
| 2009 | Bremen                                          | Deutschland                                     | Grün-Gold-Club Bremen                           | Litauen                                         | Klaipėda University Team Žuvėdra                |
| 2010 | Moskau                                          | Russland                                        | Vera Tyumen                                     | Litauen                                         | Klaipėda University Team Žuvėdra                |

Anmerkungen:

## Weltmeisterschaften (ab 2011)

### WM 2011
Die Weltmeisterschaft im Formationstanz Latein fand am 3. Dezember 2011 unter der Chairperson Manfred Ganster in Vilnius, Litauen statt. Bewertet wurde nach dem Majoritätssystem bzw. dem Skatingsystem des WDSF.
Finale
| Rang | Land        | Team                                    |
| ---- | ----------- | --------------------------------------- |
|      | Litauen     | Klaipėda University Žuvėdra A           |
|      | Russland    | Vera Tyumen Latin Team                  |
|      | Deutschland | FG TSZ Aachen / TD Düsseldorf Rot-Weiss |
| 4.   | Deutschland | Grün-Gold-Club Bremen                   |
| 5.   | Litauen     | Klaipėda University Žuvėdra B           |
| 6.   | Österreich  | HSV Zwölfaxing Sektion Tanzsport        |

Zwischenrunde
| Rang      | Land        | Team                          |
| --------- | ----------- | ----------------------------- |
| 7. – 8.   | Österreich  | TSC Schwarz Gold A-Team Latin |
| 7. – 8.   | Niederlande | Double V Latin Team           |
| 9. – 10.  | Polen       | Takt Latin Team               |
| 9. – 10.  | Russland    | Duet Latin Team               |
| 11. – 12. | Ungarn      | Botafogo Dance Ensemble       |
| 11. – 12. | Mongolei    | Star Latin Team               |

Vorrunde
| Rang      | Land        | Team                      |
| --------- | ----------- | ------------------------- |
| 13.       | Polen       | A-Z Latin Team            |
| 14. – 15. | England     | XS Latin Cambridge        |
| 14. – 15. | Niederlande | DSV Dance East Latin Team |
| 16. – 17. | Tschechien  | TKG Hlinsko               |
| 16. – 17. | Ungarn      | Gala                      |

Wertungsrichter
| - A) Wilfried Schebesta, Österreich - B) Irina Parakhnevitch, Belarus - C) Igor Henzely, Tschechien - D) Werner Weigold, Deutschland | - E) Jurate Norvaisha, Litauen - F) Ron Hoorn, Niederlande - G) Arkadiusz Pavlovic, Polen |

### WM 2012
Die Weltmeisterschaft im Formationstanz Latein fand am 8. Dezember 2012 unter der Chairperson Manfred Ganster in Bremen, Deutschland statt. Bewertet wurde nach dem Majoritätssystem bzw. dem Skatingsystem des WDSF.
Finale
| Rang | Land        | Team                                         |
| ---- | ----------- | -------------------------------------------- |
|      | Deutschland | Grün-Gold-Club Bremen A                      |
|      | Litauen     | Klaipėda University Team Žuvėdra I           |
|      | Russland    | Vera Tyumen                                  |
| 4.   | Deutschland | FG TSZ Aachen / TD TSC Düsseldorf Rot-Weiß A |
| 5.   | Österreich  | HSV Zwölfaxing Team A                        |
| 6.   | Litauen     | Klaipėda University Team Žuvėdra II          |

Zwischenrunde
| Rang      | Land        | Team                          |
| --------- | ----------- | ----------------------------- |
| 7.        | Russland    | Duet Perm                     |
| 8.        | Österreich  | TSC Schwarz Gold A-Team Latin |
| 9.        | Niederlande | Double V A-Team               |
| 10. – 12. | Niederlande | Dance East Latin              |
| 10. – 12. | Polen       | TAKT CHADEK CHELM             |
| 10. – 12. | Mongolei    | Star                          |

Vorrunde
| Rang      | Land    | Team                          |
| --------- | ------- | ----------------------------- |
| 13.       | England | XS Latin, Cambridge           |
| 14.       | Ungarn  | Gála Társastáncklub Egyesület |
| 15. – 16. | Polen   | LA-Elita OCK                  |
| 15. – 16. | England | The Fever Latin Team          |
| 17. – 18. | Serbien | Vracar                        |
| 17. – 18. | Belgien | Ie.Ko Latin Formation Team    |

Wertungsrichter
| - A) Denis Kuznetsov, Russland - B) Mikhail Pavlinov, Belarus - C) Wilfried Scheible, Deutschland - D) David Simon, Niederlande | - E) Peter Steinerberger, Österreich - F) Virginijus Visockas, Litauen - G) Marcel Wauters, Belgien |

### WM 2013
Die Weltmeisterschaft im Formationstanz Latein fand am 14. Dezember 2013 unter der Chairperson Manfred Ganster in Bremen, Deutschland statt. Bewertet wurde nach dem Majoritätssystem bzw. dem Skatingsystem des WDSF.
Finale
| Rang | Land        | Team                                                      |
| ---- | ----------- | --------------------------------------------------------- |
|      | Deutschland | Grün-Gold-Club Bremen A                                   |
|      | Russland    | Vera Tyumen Latin Team                                    |
|      | Deutschland | FG TSZ Aachen e.V./TD TSC Düsseldorf Rot-Weiß e.V. A-Team |
| 4.   | Litauen     | Žuvėdra Klaipėda A                                        |
| 5.   | Russland    | DUET Perm                                                 |
| 6.   | Österreich  | HSV Zwölfaxing Team A                                     |

Zwischenrunde
| Rang      | Land        | Team                          |
| --------- | ----------- | ----------------------------- |
| 7.        | Niederlande | Double V A                    |
| 8. – 10.  | Österreich  | TSC Schwarz Gold A-Team Latin |
| 8. – 10.  | Ungarn      | Gala TE A Team                |
| 8. – 10.  | Ungarn      | Savaria TSE                   |
| 11. – 12. | Polen       | CMG - Radom                   |
| 11. – 12. | Polen       | ELITA OCK - Oswiecim          |

Vorrunde
| Rang      | Land        | Team                 |
| --------- | ----------- | -------------------- |
| 13. – 15. | England     | XS Latin Cambridge A |
| 13. – 15. | Niederlande | Double V B           |
| 13. – 15. | Serbien     | Vracar               |
| 16.       | England     | XS Latin Cambridge B |

Wertungsrichter
| - A) Vytautas Bankauskas, Litauen - B) Cees Boutkan, Niederlande - C) Alicja Majewska, Polen - D) Andreas Neuhaus, Deutschland | - E) Beate Pauritsch, Österreich - F) Elena Savatina, Russland - G) Várhegyiné Nagy Rózsa, Ungarn |

### WM 2014
Die Weltmeisterschaft im Formationstanz Latein fand am 6. Dezember 2014 unter der Chairperson Manfred Ganster in Bremen, Deutschland statt. Die Bewertung wurde nach dem neuen Bewertungssystem 2.0 (englisch Judging System 2.0) durchgeführt.
Finale
| Rang | Land        | Team                                                      | Punkte |
| ---- | ----------- | --------------------------------------------------------- | ------ |
|      | Deutschland | Grün-Gold-Club Bremen A                                   | 39,071 |
|      | Russland    | Duet Perm                                                 | 37,200 |
|      | Russland    | Vera Tyumen Latin Team                                    | 36,300 |
| 4.   | Deutschland | FG TSZ Aachen e.V./TD TSC Düsseldorf Rot-Weiß e.V. A-Team | 35,857 |
| 5.   | Österreich  | HSV Zwölfaxing Team A                                     | 31,757 |
| 6.   | Niederlande | Double V A                                                | 30,357 |

Zwischenrunde
| Rang | Land        | Team                          | Punkte |
| ---- | ----------- | ----------------------------- | ------ |
| 7.   | Österreich  | TSC Schwarz Gold A-Team Latin | 29,182 |
| 8.   | Mongolei    | Star                          | 28,021 |
| 9.   | Mongolei    | Moon Dance                    | 27,552 |
| 10.  | Ungarn      | Gala TE A Team                | 27,318 |
| 11.  | Niederlande | DSV Dance Explosion Team A    | 26,500 |
| 12.  | Polen       | CMG - Radom                   | 25,036 |

Vorrunde
| Rang | Land       | Team                     | Punkte |
| ---- | ---------- | ------------------------ | ------ |
| 13.  | Serbien    | Vracar                   | 23,541 |
| 14.  | England    | XS Latin Cambridge A     | 23,448 |
| 15.  | Polen      | GRACJA - Krosno          | 20,774 |
| 16.  | Ungarn     | Gala TE B Team           | 19,459 |
| 17.  | Tschechien | TS SMYK ZDAR NAD SAZAVOU | 18,998 |
| 18.  | Serbien    | Beodance                 | 16,468 |

Wertungsrichter
| - A) Liudmila Bankauskiene, Litauen - B) Eva Bartunkova, Tschechien - C) Niko Basaric, Slowenien - D) Nataliya Budkar, Russland | - E) Ingrid Fussek, Österreich - F) Karina Geerts-Vercammen, Belgien - G) Ulla Mader-Kraemer, Deutschland - H) Andrzej Mierzwa, Polen | - I) Ismet Muftuoglu, Türkei - J) Nicolai Oreschin, Moldau - K) Vladimir Parakhnevich, Belgien - L) Jane Van der Stroet, Niederlande |

### WM 2015
Die Weltmeisterschaft im Formationstanz Latein fand am 12. Dezember 2015 unter der Chairperson Heinz Spaeker in Wien, Österreich statt. Die Bewertung wurde nach dem neuen Bewertungssystem 2.0 (englisch Judging System 2.0) durchgeführt.
Finale
| Rang | Land        | Team                                                      | Punkte |
| ---- | ----------- | --------------------------------------------------------- | ------ |
|      | Deutschland | Grün-Gold-Club Bremen A                                   | 39,014 |
|      | Russland    | Duet Perm                                                 | 38,414 |
|      | Russland    | Vera Tyumen Latin Team                                    | 37,500 |
| 4.   | Deutschland | FG TSZ Aachen e.V./TD TSC Düsseldorf Rot-Weiß e.V. A-Team | 36,157 |
| 5.   | Österreich  | HSV Zwölfaxing Team A                                     | 35,786 |
| 6.   | Österreich  | TSC Schwarz Gold Wien Team A                              | 33,143 |

Zwischenrunde
| Rang | Land        | Team                       | Punkte |
| ---- | ----------- | -------------------------- | ------ |
| 7.   | Mongolei    | Moon Dance                 | 32,000 |
| 8.   | Niederlande | Double V A                 | 29,400 |
| 9.   | Niederlande | DSV Dance Explosion Team A | 29,243 |
| 10.  | Ungarn      | Gala TE A Team             | 28,857 |
| 11.  | Polen       | Efekt Presitz - Oswiecim   | 28,400 |
| 12.  | Serbien     | Vracar                     | 28,357 |

Vorrunde
| Rang | Land       | Team                     | Punkte |
| ---- | ---------- | ------------------------ | ------ |
| 13.  | Ungarn     | Savaria TSE              | 27,443 |
| 14.  | England    | XS Latin Cambridge A     | 27,029 |
| 15.  | Mongolei   | Star                     | 25,643 |
| 16.  | Tschechien | TS SMYK ZDAR NAD SAZAVOU | 25,043 |
| 17.  | Serbien    | Beodance                 | 23,700 |
| 18.  | Polen      | GRACJA - Krosno          | 21,229 |
| 19.  | England    | XS Latin Cambridge B     | 21,200 |
| 19.  | Rumänien   | Potaissa Turda           | 19,486 |

Wertungsrichter
| - A) Galina Gulay, Russland - B) Wilfried Scheible, Deutschland - C) Petr Bartunek, Tschechien - D) Kestutis Bernatavicius, Litauen | - E) Birgit Helbling, Schweiz - F) Peter Pastorek, Slowakei - G) Liudmila Tsyrkun, Belarus - H) Carola Tuokko, Finnland | - I) Thierry Prevel, Frankreich - J) Johnny Lekens, Belgien - K) David Simon, Niederlande - L) Ludwig Wieshofer, Österreich |

### WM 2016
Die Weltmeisterschaft im Formationstanz Latein fand am 10. Dezember 2016 unter der Chairperson Manfred Ganster in Bremen, Deutschland statt. Die Bewertung wurde nach dem neuen Bewertungssystem 2.0 (englisch Judging System 2.0) durchgeführt.
Finale
| Rang | Land        | Team                                                 | Punkte |
| ---- | ----------- | ---------------------------------------------------- | ------ |
|      | Deutschland | Grün-Gold-Club Bremen A                              | 37,175 |
|      | Russland    | Duet Perm                                            | 37,000 |
|      | Deutschland | FG T.T.C. Rot-Weiss-Silber Bochum – 1. TSZ Velbert A | 34,800 |
| 4.   | Russland    | „Vera“ Tyumen                                        | 34,714 |
| 5.   | Mongolei    | Moon Dance                                           | 32,486 |
| 6.   | Österreich  | TSC Schwarz Gold Wien Team A                         | 31,329 |

Zwischenrunde
| Rang | Land        | Team                  | Punkte |
| ---- | ----------- | --------------------- | ------ |
| 7.   | Österreich  | HSV Zwölfaxing Team A | 30,657 |
| 8.   | Mongolei    | Star                  | 29,828 |
| 9.   | Niederlande | DSV Dance Impression  | 29,443 |
| 10.  | Serbien     | VRACAR Formation Team | 29,300 |
| 11.  | Ungarn      | SAVARIA TSE           | 27,700 |
| 12.  | Niederlande | Double V              | 27,314 |

Vorrunde
| Rang | Land    | Team                                        | Punkte |
| ---- | ------- | ------------------------------------------- | ------ |
| 13.  | England | XS Latin Cambridge A                        | 27,171 |
| 14.  | Polen   | EFEKT                                       | 26,357 |
| 15.  | Polen   | Formation LA „CMG“ Radom                    | 26,257 |
| 16.  | Ungarn  | Gála TE „A“ Team (Társastáncklub Egyesület) | 25,841 |
| 17.  | England | Fever Latin Team Preston                    | 24,372 |
| 18.  | Ukraine | Nika                                        | 24,114 |
| 19.  | Serbien | BEODANCE Formation Team                     | 23,214 |

Wertungsrichter
| - A) Lilija Bernataviciene, Litauen - B) Alenka Bohak, Slowenien - C) Toine Daas, Niederlande - D) Karina Geerts, Belgien | - E) Hermann Goetz, Österreich - F) Elena Gozun, Moldau - G) Denis Kuznetsov, Russland - H) Petr Odstrcil, Tschechien | - I) Mikhail Pavlinov, Belarus - J) Zoltán Sándor, Ungarn - K) Heinz Spaeker, Deutschland - L) Milan Spanik, Slowakei |

### WM 2017
Die Weltmeisterschaft im Formationstanz Latein fand am 9. Dezember 2017 unter der Chairperson Heinz Spaeker in Wien, Österreich statt und wurde vom FormationsTanzSportclub Perchtoldsdorf durchgeführt.
Finale
| Rang | Land        | Team                                                 | Punkte |
| ---- | ----------- | ---------------------------------------------------- | ------ |
|      | Russland    | Duet Perm                                            | 37,492 |
|      | Deutschland | Grün-Gold-Club Bremen A                              | 37,375 |
|      | Russland    | „Vera“ Tyumen                                        | 36,500 |
| 4.   | Deutschland | FG T.T.C. Rot-Weiss-Silber Bochum – 1. TSZ Velbert A | 35,667 |
| 5.   | Österreich  | TSC Schwarz Gold Wien Team A                         | 33,325 |
| 6.   | Mongolei    | Moon Dance                                           | 33,008 |

Zwischenrunde
| Rang | Land        | Team                  | Punkte |
| ---- | ----------- | --------------------- | ------ |
| 7.   | Mongolei    | Star                  | 32,150 |
| 8.   | Österreich  | HSV Zwölfaxing Team A | 31,084 |
| 9.   | Niederlande | Double V              | 30,168 |
| 10.  | Polen       | EFEKT                 | 30,049 |
| 11.  | England     | XS Latin Cambridge A  | 29,583 |
| 12.  | Polen       | DREAM TEAM Gdansk     | 29,168 |

Vorrunde
| Rang | Land        | Team                                        | Punkte |
| ---- | ----------- | ------------------------------------------- | ------ |
| 13.  | Serbien     | VRACAR Formation Team                       | 28,517 |
| 14.  | Ungarn      | SAVARIA TSE                                 | 28,304 |
| 15.  | Ukraine     | Nika                                        | 28,291 |
| 16.  | Niederlande | DSV Dance Impression                        | 27,367 |
| 17.  | Ungarn      | Gála TE „A“ Team (Társastáncklub Egyesület) | 25,367 |
| 18.  | England     | XS Latin Cambridge B                        | 24,114 |

Wertungsrichter
| - A) Niko Basaric, Slowenien - B) Vera Butuzova, Russland - C) Petr Odstrcil, Tschechien - D) Ludwig Wieshofer, Österreich | - E) Virginijus Visockas, Litauen - F) Vlad Corina Alexandra, Rumänien - G) Guy Rosen, Luxemburg - H) Alan Winter, Dänemark | - I) Barbara Adalberti, Italien - J) Franck Brangbour, Frankreich - K) Wilfried Scheible, Deutschland - L) Toine Daas, Niederlande |

### WM 2018
Die Weltmeisterschaft im Formationstanz Latein fand am 2. Dezember 2018 unter der Chairperson Nenad Jeftic in Shenzhen, Volksrepublik China statt.
Finale
| Rang | Land                | Team                                                 | Punkte |
| ---- | ------------------- | ---------------------------------------------------- | ------ |
|      | Deutschland         | Grün-Gold-Club Bremen A                              | 37,000 |
|      | Russland            | Duet Perm                                            | 36,667 |
|      | Russland            | „Vera“ Tyumen                                        | 35,875 |
| 4.   | Deutschland         | FG T.T.C. Rot-Weiss-Silber Bochum – 1. TSZ Velbert A | 34,834 |
| 5.   | Volksrepublik China | Beijing Dancing Academy                              | 32,216 |
| 6.   | Österreich          | TSC Schwarz Gold Wien Team A                         | 32,158 |

Zwischenrunde
| Rang | Land                | Team                     | Punkte |
| ---- | ------------------- | ------------------------ | ------ |
| 7.   | Österreich          | HSV Zwölfaxing Team A    | 31,021 |
| 8.   | Mongolei            | Moon Dance               | 30,833 |
| 9.   | Mongolei            | Star                     | 29,709 |
| 10.  | Polen               | ELITA OCK - Oswiecim     | 28,958 |
| 11.  | Niederlande         | Double V                 | 28,791 |
| 12.  | Volksrepublik China | Wu Han Dancesport School | 28,042 |

Vorrunde
| Rang | Land    | Team         | Punkte |
| ---- | ------- | ------------ | ------ |
| 13.  | Belarus | FEST Vitebsk | 28,383 |
| 14.  | Ungarn  | Savaria TSE  | 28,342 |
| 15.  | Polen   | CMG - Radom  | 26,217 |

Wertungsrichter
| - A) Toth Istvan, Ungarn - B) Remigijus Suslavicius, Litauen - C) Elena Durdina, Russland - D) Zhang QingShu, Volksrepublik China | - E) Meta Zagorc, Slowenien - F) Eva Bartunkova, Tschechien - G) Peter Steinerberger, Österreich - H) Martin Holderbaum, Deutschland | - I) Peter Pastorek, Slowakei - K) Gert Rickhoff, Niederlande - L) Bagiu Dorel, Rumänien - M) Elena Gozun, Moldau |

### WM 2019
Die Weltmeisterschaft im Formationstanz Latein fand am 7. Dezember 2019 in Bremen, Deutschland, statt.
Finale
| Rang | Land        | Team                  | Punkte |
| ---- | ----------- | --------------------- | ------ |
|      | Deutschland | Grün-Gold-Club Bremen | 38,333 |
|      | Russland    | „Vera“ Tyumen         | 37,167 |
|      | Russland    | Duet Perm             | 37,000 |
| 4.   | Deutschland | 1. TSZ Velbert        | 35,167 |
| 5.   | Österreich  | HSV Zwölfaxing A      | 34,959 |
| 6.   | Mongolei    | Moon Dance            | 34,333 |

Zwischenrunde
| Rang | Land        | Team                 | Punkte |
| ---- | ----------- | -------------------- | ------ |
| 7.   | Mongolei    | Star                 | 32,376 |
| 8.   | Niederlande | Double V             | 30,375 |
| 9.   | Serbien     | Vracar               | 30,250 |
| 10.  | Polen       | CMD – Radom          | 29,942 |
| 11.  | Ukraine     | Adagio               | 29,413 |
| 12.  | England     | XS Latin Cambridge A | 29,167 |

Vorrunde
| Rang | Land        | Team                  | Punkte |
| ---- | ----------- | --------------------- | ------ |
| 13.  | Österreich  | HSV Zwölfaxing B      | 29,575 |
| 14.  | Niederlande | DSV Dance Explosion A | 29,188 |
| 15.  | Polen       | Elita OCK, Oswiecim   | 28,775 |
| 16.  | Ukraine     | Kaleidoscope          | 28,505 |
| 17.  | Ungarn      | Gala TE A             | 28,458 |
| 18.  | Ungarn      | Savaria TSE           | 28,438 |
| 19.  | England     | XS Latin Cambridge B  | 26,624 |

Wertungsrichter
| - A) Ludwig Wieshofer, Österreich - B) Clara Lamar, Niederlande - C) Zhang QingShu, Volksrepublik China - D) Ismet Muftuoglu, Türkei | - E) Agnieszka Dabkowska, Polen - F) Heidi Estler, Deutschland - G) Santa Garda-Lodina, Litauen - H) Constantin Vasile, Rumänien | - I) Petr Bartunek, Tschechien - J) Polina Afonina, Moldau - K) Sergey Duvanov, Russland - L) Alberto Valloni, Italien |

### WM 2020
Die Weltmeisterschaft im Formationstanz Latein sollte am 12. Dezember 2020 in Bremen stattfinden. Aufgrund der Einschränkungen im Zusammenhang mit der COVID-19-Pandemie in Bezug auf mögliche Einreisebeschränkungen von Mannschaften aus dem Ausland wurde die Weltmeisterschaft abgesagt.

### WM 2021
Die Weltmeisterschaft im Formationstanz Latein fand am 18. Dezember 2021 in Bremen, Deutschland, statt.
Finale
| Rang | Land        | Team                          | Punkte |
| ---- | ----------- | ----------------------------- | ------ |
|      | Deutschland | Grün-Gold-Club Bremen         | 37,000 |
|      | Russland    | Vera Tyumen Latin Team        | 35,000 |
|      | Russland    | DUET-A Perm                   | 34,675 |
| 4.   | Deutschland | TSG Bremerhaven e.V.          | 33,383 |
| 5.   | Österreich  | HSV Zwölfaxing A-Team         | 33,363 |
| 6.   | Mongolei    | Moon Dance                    | 31,551 |
| 7.   | Österreich  | TSC Schwarz Gold A-Team Latin | 31,158 |

Zwischenrunde
| Rang | Land        | Team                            | Punkte |
| ---- | ----------- | ------------------------------- | ------ |
| 8.   | Niederlande | Double V A                      | 28,900 |
| 9.   | Ukraine     | Adagio                          | 28,838 |
| 10.  | Niederlande | DSV Dance Impression Latin team | 28,200 |
| 11.  | England     | XS Latin Cambridge A            | 27,600 |
| 12.  | Ungarn      | Gala TE A Team                  | 26,475 |
| 13.  | Serbien     | Vracar                          | 26,450 |

Wertungsrichter
| - A) Remigijus Suslavicius, Litauen - B) Ingrid Fussek, Österreich - C) Rimanyi Judit, Ungarn - D) Peter Pastorek, Slowakei - E) Zedan Ramon, Rumänien | - F) Marcel Keijzer, Niederlande - G) Gunce Yoney, Türkei - H) Martin Holderbaum, Deutschland - I) Antoni Czyzyk, Polen - J) Johnny Lekens, Belgien |

### WM 2022
Die Weltmeisterschaft im Formationstanz Latein fand am 15. Oktober 2022 in Braunschweig, Deutschland, statt.
Finale
| Rang | Land        | Team                  | Punkte |
| ---- | ----------- | --------------------- | ------ |
|      | Deutschland | Grün-Gold-Club Bremen | 36,000 |
|      | Mongolei    | Moon Dance            | 33,750 |
|      | Deutschland | TSG Bremerhaven e.V.  | 33,400 |
| 4.   | Mongolei    | Star                  | 32,850 |
| 5.   | Ukraine     | Adagio                | 32,513 |
| 6.   | Österreich  | HSV Zwölfaxing A-Team | 31,563 |

Zwischenrunde
| Rang | Land        | Team                                    | Punkte |
| ---- | ----------- | --------------------------------------- | ------ |
| 7.   | Österreich  | Sportunion FTSC Perchtoldsdorf - A Team | 31,850 |
| 8.   | Niederlande | DSV Dance Impression Latin team         | 30,713 |
| 9.   | Polen       | FINEZJA Slawno                          | 29,251 |
| 10.  | Polen       | CMG - Radom                             | 27,851 |

Vorrunde
| Rang | Land        | Team                 | Punkte |
| ---- | ----------- | -------------------- | ------ |
| 11.  | England     | XS Latin Cambridge A | 28,200 |
| 12.  | Niederlande | Double V A           | 28,050 |
| 13.  | England     | XS Latin Cambridge B | 26,238 |
| 14.  | Ungarn      | Forma TSE - latin    | 25,901 |

Wertungsrichter
| - A) Ludwig Wieshofer, Österreich - B) Guy Jottay, Belgien - C) Dalia Vaiksnoriene, Litauen - D) Petr Odstrcil, Tschechien - F) Irena Bous, Ukraine | - G) Gert Rickhoff, Niederlande - H) Artur Varnacov, Moldau - I) Marija Lazarevic, Serbien - K) Elzbieta Majewska, Polen - L) Wilfried Scheible, Deutschland |

### WM 2023
Die Weltmeisterschaft im Formationstanz Latein fand am 18. Dezember 2023 in Hong Kong statt.
Finale
| Rang | Land        | Team                  | Punkte |
| ---- | ----------- | --------------------- | ------ |
|      | Deutschland | Grün-Gold-Club Bremen | 36,201 |
|      | Österreich  | HSV Zwölfaxing A-Team | 35,213 |
|      | Mongolei    | Moon Dance            | 33,825 |
| 4.   | Deutschland | Blau-Weiss Buchholz   | 33,439 |
| 5.   | Mongolei    | Star                  | 32,463 |
| 6.   | Ukraine     | Adagio                | 32,126 |

Zwischenrunde
| Rang | Land        | Team                                    | Punkte |
| ---- | ----------- | --------------------------------------- | ------ |
| 7.   | Österreich  | Sportunion FTSC Perchtoldsdorf - A Team | 30,150 |
| 8.   | Niederlande | Double V A                              | 28,626 |
| 9.   | Ungarn      | Gala TE A Team                          | 28,438 |
| 10.  | Taiwan      | Best in Nantou                          | 27,667 |
| 11.  | Taiwan      | eDance Kaohsiung                        | 26,838 |
| 12.  | Hongkong    | DanceHYpe                               | 26,576 |

Wertungsrichter
| - A) Polina Afonina, Moldau - B) Eva Bartunkova, Tschechien - C) Phil Lee, Kanada - D) Martin Pastor, Deutschland - E) Peter Pastorek, Slowakei | - F) Rimanyi Judit, Ungarn - G) Peter Steinerberger, Österreich - H) Remigijus Suslavicius, Litauen - I) Gunce Yoney, Türkei - J) Zhang QingShu, Volksrepublik China |

### WM 2024
Die Weltmeisterschaft im Formationstanz Latein fand am 7. Dezember 2024 in Schwechat statt.
Finale
| Rang | Land        | Team                                    | Punkte |
| ---- | ----------- | --------------------------------------- | ------ |
|      | Deutschland | Grün-Gold-Club Bremen                   | 36,475 |
|      | Österreich  | HSV Zwölfaxing A-Team                   | 36,000 |
|      | Mongolei    | Moon Dance                              | 34,463 |
| 4.   | Mongolei    | Star                                    | 33,876 |
| 5.   | Deutschland | Blau-Weiss Buchholz                     | 33,725 |
| 6.   | Österreich  | Sportunion FTSC Perchtoldsdorf - A Team | 33,275 |

Zwischenrunde
| Rang | Land                   | Team                            | Punkte |
| ---- | ---------------------- | ------------------------------- | ------ |
| 7.   | Ukraine                | Adagio                          | 30,863 |
| 8.   | Niederlande            | Double V A                      | 29,550 |
| 9.   | Vereinigtes Königreich | XS Latin                        | 29,450 |
| 10.  | Niederlande            | DSV Dance Impression Latin team | 29,100 |
| 11.  | Vereinigtes Königreich | The Fever Latin Team Preston    | 28,250 |
| 12.  | Serbien                | Vracar                          | 24,583 |

Wertungsrichter
| - A) Petr Odstrcil, Tschechien - B) Gert Rickhoff, Niederlande - C) Kuzma Peter, Ungarn - D) Johnny Lekens, Belgien - E) Agnieszka Dabkowska, Polen | - F) Elena Gozun, Moldau - G) Hans-Juergen Burger, Deutschland - H) Milan Placko, Slowakei - I) Ludwig Wieshofer, Österreich - J) Liudmila Bankauskiene, Litauen |

## Medaillenspiegel
Stand: 8. Juni 2023. Bronzemedaille nur ab 2011 gezählt.
| Rang | Land            | Goldmedaille | Silbermedaille | Bronzemedaille | Gesamt |
| ---- | --------------- | ------------ | -------------- | -------------- | ------ |
| 1    | Deutschland (a) | 40           | 27             | 4              | 71     |
| 2    | Litauen         | 7            | 8              | -              | 15     |
| 3    | Russland        | 2            | 8              | 7              | 17     |
| 4    | Österreich      | -            | 2              | -              | 2      |
| 5    | Mongolei        | -            | 1              | 2              | 3      |
| 6    | Norwegen        | -            | 1              | -              | 1      |

Anmerkungen:

## Erfolgreichste Medaillengewinner
Stand: 7. Dezember 2024, Platzierung nach Anzahl Goldmedaillen. Bronzemedaille nur ab 2011 gezählt.
| Rang | Team                               | Land            | Goldmedaille | Silbermedaille | Bronzemedaille | Gesamt |
| ---- | ---------------------------------- | --------------- | ------------ | -------------- | -------------- | ------ |
| 1    | TSG Bremerhaven                    | Deutschland (a) | 14           | 8              | 1              | 23     |
| 2    | Grün-Gold-Club Bremen              | Deutschland     | 14           | 4              | -              | 18     |
| 3    | Klaipėda University Team Žuvėdra   | Litauen         | 7            | 8              | -              | 15     |
| 4    | TSZ Velbert                        | Deutschland     | 4            | 3              | -              | 7      |
| 5    | TSC Schwarz-Gelb Aachen            | Deutschland     | 4            | 2              | -              | 6      |
| 6    | TD Rot-Weiß Düsseldorf             | Deutschland     | 2            | 3              | -              | 5      |
| 7    | Vera Tyumen                        | Russland        | 1            | 4              | 5              | 10     |
| 8    | Duet Perm                          | Russland        | 1            | 4              | 2              | 7      |
| 9    | TD TSC Düsseldorf Rot-Weiß (*)     | Deutschland     | 1            | 3              | 2              | 6      |
| 10   | TSC Kongress Gelsenkirchen         | Deutschland     | 1            | 2              | -              | 3      |
| 11   | HSV Zwölfaxing                     | Österreich      | -            | 2              | -              | 2      |
| 11   | TTC Harburg                        | Deutschland     | -            | 2              | -              | 2      |
| 13   | TSZ Aachen (*)                     | Deutschland     | -            | 1              | 2              | 3      |
| 13   | Moon Dance                         | Mongolei        | -            | 1              | 2              | 3      |
| 15   | Oslo Latin Team                    | Norwegen        | -            | 1              | -              | 1      |
| 16   | 1. TSZ Velbert (*)                 | Deutschland     | -            | -              | 1              | 1      |
| 16   | T.T.C. Rot-Weiss-Silber Bochum (*) | Deutschland     | -            | -              | 1              | 1      |

Anmerkungen:

### Videos
- Klaipėda University Team Žuvėdra: Hurricane, WM 2011 (1. Platz)
- Duet Perm: The Race, WM 2015 (2. Platz)
- Grün-Gold-Club Bremen A: Noises, Voices & Melodies, WM 2016 (1. Platz)